# ONLY ONE
《ONLY ONE》是韓國的男子組合U-KISS的第1枚正規韓語專輯。於2010年2月3日發行。唱片公司為NH Media。

## 概要
- 《天旋地轉（빙글빙글）》為此專輯的主打曲目，此曲往後成為U-KISS第一張原創日語專輯《A Shared Dream》的收錄曲。
- 新曲《你說什麼》於2010年4月15日配信發行。
- 此專輯是成員基燮加入後首張正規專輯。
- 除了新曲，此專輯更收錄U-KISS第1枚迷你專輯「New Generation」至第3枚迷你專輯「CONTIUKISS」多首曲目的Remix版本，包括主打曲目《不再年幼》、《喜歡你》、《好欺負嗎》等。

## 收錄內容
1. Intro
2. 天旋地轉（빙글빙글）
1st正規韓語專輯《ONLY ONE》主打曲目
3. Without You
4. 你說什麼（뭐라고）
5. Bang Bang Bang
6. Dancing Floor
7. 好欺負嗎（Remix）（만만하니）
3rd迷你專輯《CONTIUKISS》主打曲目
8. OK!（Remix）
9. 喜歡你（Remix）（니가 좋아）
2nd迷你專輯《Bring It Back 2 Old School》主打曲目
10. Talk To Me（Remix）
11. 不再年幼（Remix）（어리지않아）
1st迷你專輯《New Generation》主打曲目
12. Give It To Me（Remix）
13. 天旋地轉 (Instrumental)
14. 你說什麼 (Instrumental)